# Quévreville-la-Poterie
Quévreville-la-Poterie est une commune française située dans le département de la Seine-Maritime en région Normandie.

## Géographie

### Description

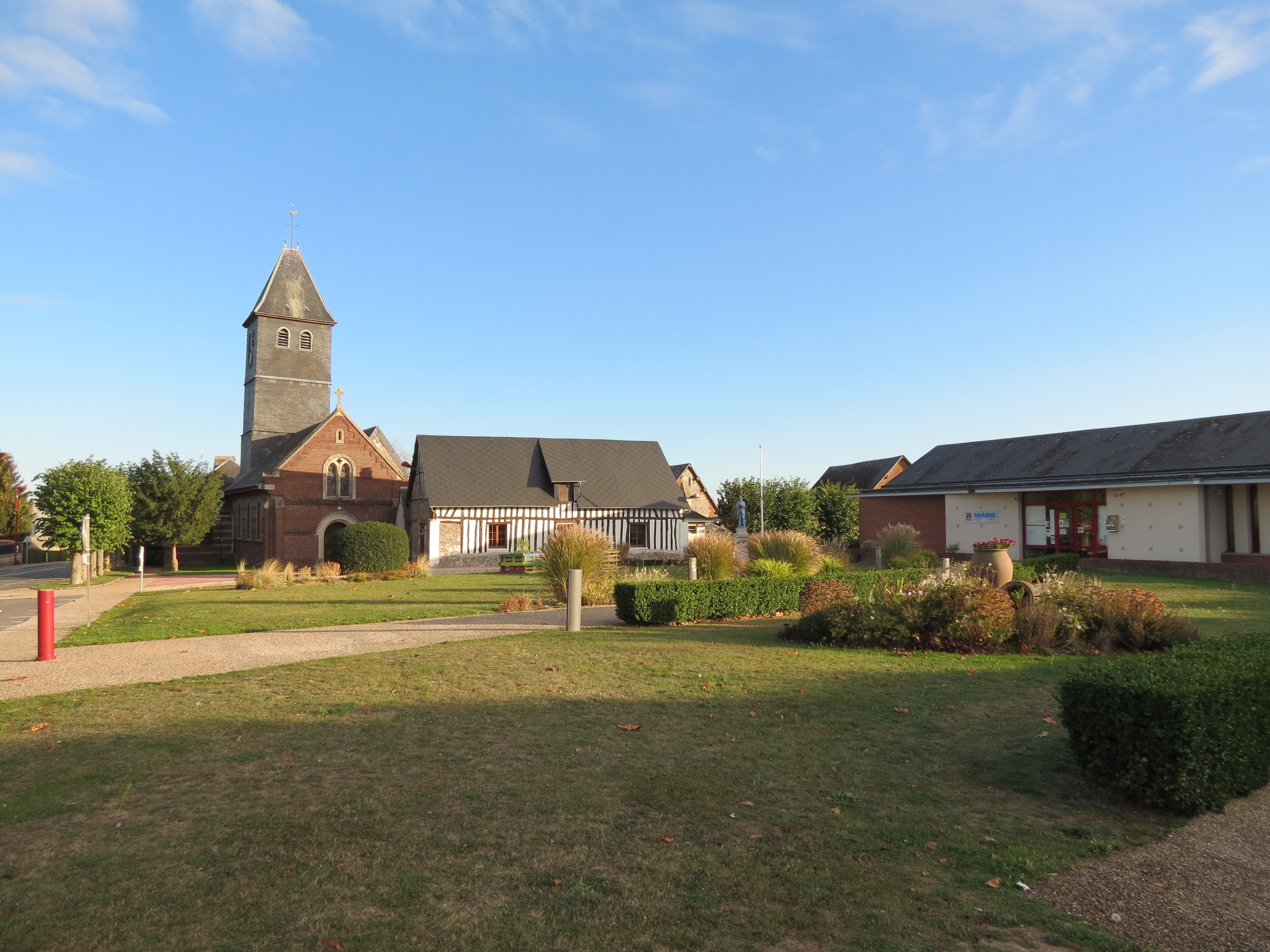
La place : la mairie et l'église.

Quévreville-la-Poterie est un bourg périurbain normand du plateau Est de Rouen, limitrophe du département de l'Eure, situé à 12 km au sud-est de Rouen, 10 km au nord-est d'Elbeuf et à 45 km à l'est de Gisors.
Il comprend les hameaux des Communaux, du Fresnay et de la Forge.
La commune fait partie de la Métropole Rouen Normandie.

### Communes limitrophes
| Saint-Aubin-Celloville |                        | Boos        |
| Ymare                  | Quévreville-la-Poterie |             |
| Alizay Eure            | Le Manoir Eure         | Pîtres Eure |

### Hydrographie
La commune est située dans le bassin Seine-Normandie. Elle n'est drainée par aucun cours d'eau,.

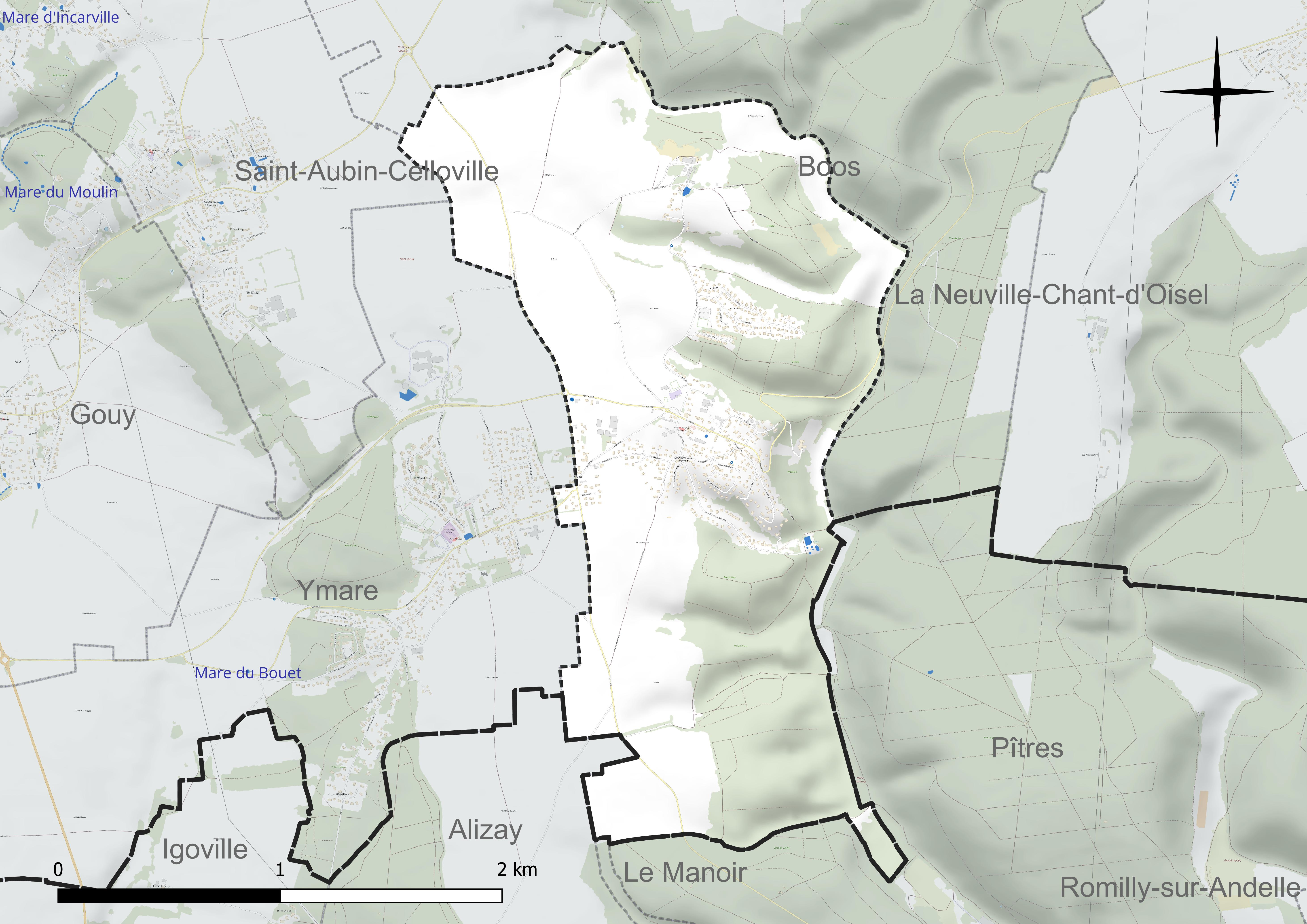
Réseau hydrographique de Quévreville-la-Poterie.

### Climat
Pour des articles plus généraux, voir Climat de la Normandie et Climat de la Seine-Maritime.
En 2010, le climat de la commune est de type climat océanique dégradé des plaines du Centre et du Nord, selon une étude du CNRS s'appuyant sur une série de données couvrant la période 1971-2000. En 2020, Météo-France publie une typologie des climats de la France métropolitaine dans laquelle la commune est exposée à un climat océanique et est dans la région climatique Côtes de la Manche orientale, caractérisée par un faible ensoleillement (1 550 h/an) ; forte humidité de l’air (plus de 20 h/jour avec humidité relative > 80 % en hiver), vents forts fréquents. Parallèlement le GIEC normand, un groupe régional d’experts sur le climat, différencie quant à lui, dans une étude de 2020, trois grands types de climats pour la région Normandie, nuancés à une échelle plus fine par les facteurs géographiques locaux. La commune est, selon ce zonage, exposée à un « climat contrasté des collines », correspondant au Pays d’Auge, Lieuvin et Roumois, moins directement soumis aux flux océaniques et connaissant toutefois des précipitations assez marquées en raison des reliefs collinaires qui favorisent leur formation.
Pour la période 1971-2000, la température annuelle moyenne est de 10,5 °C, avec une amplitude thermique annuelle de 13,6 °C. Le cumul annuel moyen de précipitations est de 794 mm, avec 12,4 jours de précipitations en janvier et 8,2 jours en juillet. Pour la période 1991-2020, la température moyenne annuelle observée sur la station météorologique la plus proche, située sur la commune de Boos à 4 km à vol d'oiseau, est de 10,9 °C et le cumul annuel moyen de précipitations est de 847,5 mm,. Pour l'avenir, les paramètres climatiques de la commune estimés pour 2050 selon différents scénarios d’émission de gaz à effet de serre sont consultables sur un site dédié publié par Météo-France en novembre 2022.

## Urbanisme

### Typologie
Au 1er janvier 2024, Quévreville-la-Poterie est catégorisée bourg rural, selon la nouvelle grille communale de densité à sept niveaux définie par l'Insee en 2022.
Elle appartient à l'unité urbaine d'Ymare, une agglomération intra-départementale regroupant deux  communes, dont elle est une commune de la banlieue,,. Par ailleurs la commune fait partie de l'aire d'attraction de Rouen, dont elle est une commune de la couronne,. Cette aire, qui regroupe 317 communes, est catégorisée dans les aires de 200 000 à moins de 700 000 habitants,.

### Occupation des sols
L'occupation des sols de la commune, telle qu'elle ressort de la base de données européenne d’occupation biophysique des sols Corine Land Cover (CLC), est marquée par l'importance des territoires agricoles (55,9 % en 2018), en diminution par rapport à 1990 (58,2 %). La répartition détaillée en 2018 est la suivante :
terres arables (44,1 %), forêts (35,4 %), prairies (11,8 %), zones urbanisées (8,7 %). L'évolution de l’occupation des sols de la commune et de ses infrastructures peut être observée sur les différentes représentations cartographiques du territoire : la carte de Cassini (XVIIIe siècle), la carte d'état-major (1820-1866) et les cartes ou photos aériennes de l'IGN pour la période actuelle (1950 à aujourd'hui).

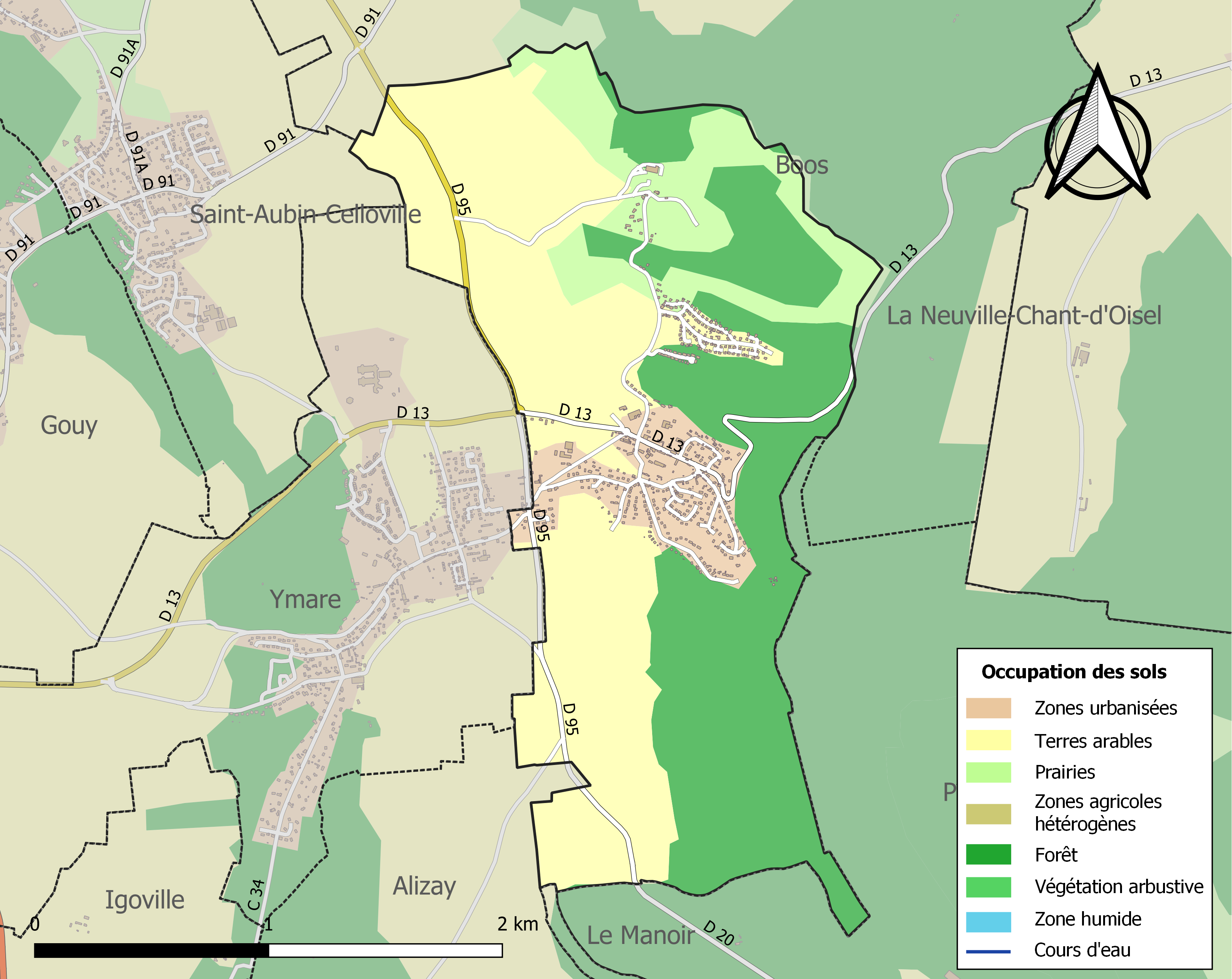
Carte des infrastructures et de l'occupation des sols de la commune en 2018 (CLC).

## Toponymie
Le nom de la localité est attesté sous les formes Capra Villa Cuma Ecclesia (« ferme des chèvres avec une église ») en 1024 (il y avait à cette époque un prieuré situé, à ce qu'on croit, dans la ferme près de l'église).
Capra villa en 1024 signifie, le « court, l'enclos (la ferme) des chèvres ».
Le complément « la Poterie », attesté dès 1291, évoque une ancienne activité artisanale.

## Histoire
L'abbaye de Saint-Ouen présentait à la cure et y possédait manoir et chapelle, avec des bouveries importantes dès le XIIIe siècle.
Pendant la Seconde Guerre mondiale, Quévreville-la-Poterie a été un objectif stratégique essentiel des forces alliées, et le théâtre de semaines de combats intenses opposant de lourds moyens à la résistance acharnée des troupes allemandes fermement décidées à tenir coûte que coûte le bastion normand, qui abritait le commandement allemand et un abri anti-atomique réservé aux généraux allemands.
En 2015, auront lieu des commémorations d'envergure internationales, déplaçant des centaines de personnalités et de vétérans qui ont gardé le souvenir de cette page de l'histoire qui a tant contribué à libérer l'Europe de la barbarie nazie.

## Politique et administration
| Période                                  | Période                    | Identité             | Étiquette | Qualité                                 |
| ---------------------------------------- | -------------------------- | -------------------- | --------- | --------------------------------------- |
| Les données manquantes sont à compléter. |                            |                      |           |                                         |
|                                          |                            | Raymond Lethoré      |           |                                         |
|                                          |                            | Michel Dubeaurepaire |           |                                         |
|                                          |                            | Claude Ros           | PS        |                                         |
| Les données manquantes sont à compléter. |                            |                      |           |                                         |
| mars 1989                                | mars 2008                  | Maurice Le Floch     | PS        |                                         |
| mars 2008                                | mars 2014                  | Catherine Roquigny   | SE        |                                         |
| mars 2014                                | mai 2020                   | Daniel Pesquet       | SE        | retraité SNCF                           |
| mai 2020,                                | En cours (au 10 août 2020) | Benoît Hue           | SE        | Directeur adjoint de l'hôpital d'Elbeuf |

## Population et société

### Démographie
L'évolution du nombre d'habitants est connue à travers les recensements de la population effectués dans la commune depuis 1793. Pour les communes de moins de 10 000 habitants, une enquête de recensement portant sur toute la population est réalisée tous les cinq ans, les populations de référence des années intermédiaires étant quant à elles estimées par interpolation ou extrapolation. Pour la commune, le premier recensement exhaustif entrant dans le cadre du nouveau dispositif a été réalisé en 2004.

En 2022, la commune comptait 1 036 habitants, en évolution de +6,26 % par rapport à 2016 (Seine-Maritime : +0,35 %, France hors Mayotte : +2,11 %).
| 1793 | 1800 | 1806 | 1821 | 1831 | 1861 | 1876 | 1881 | 1886 |
| ---- | ---- | ---- | ---- | ---- | ---- | ---- | ---- | ---- |
| 310  | 335  | 347  | 354  | 369  | 278  | 229  | 220  | 218  |

| 1891 | 1896 | 1901 | 1906 | 1911 | 1921 | 1926 | 1931 | 1936 |
| ---- | ---- | ---- | ---- | ---- | ---- | ---- | ---- | ---- |
| 209  | 199  | 189  | 173  | 147  | 144  | 138  | 146  | 153  |

| 1946 | 1954 | 1962 | 1968 | 1975 | 1982 | 1990  | 1999 | 2004 |
| ---- | ---- | ---- | ---- | ---- | ---- | ----- | ---- | ---- |
| 157  | 209  | 203  | 205  | 573  | 816  | 1 044 | 987  | 950  |

| 2006 | 2009 | 2014 | 2019  | 2022  | - | - | - | - |
| ---- | ---- | ---- | ----- | ----- | - | - | - | - |
| 935  | 914  | 962  | 1 025 | 1 036 | - | - | - | - |

### Cultes
Quévreville-la-Poterie appartient à la paroisse catholique Saint-Paul du Mesnil – Plateau de Boos qui fait partie du doyenné Rouen-Nord de l'archidiocèse de Rouen.

## Culture locale et patrimoine

### Lieux et monuments
- Église Notre-Dame.
- Le monument aux morts, situé à côté de la mairie. Il est surmonté de la statue du Poilu au repos, réalisée par Étienne Camus.

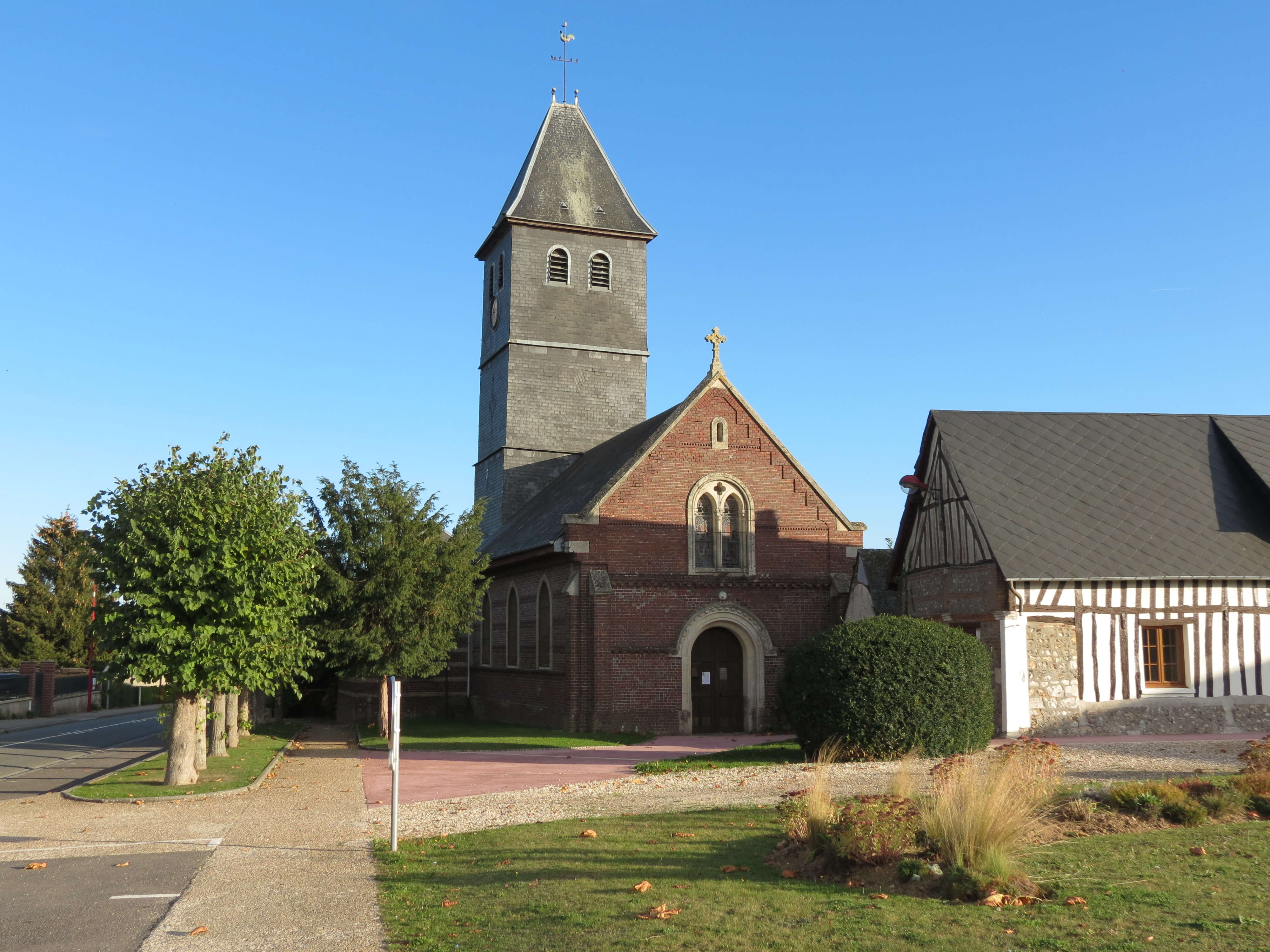
L'église.
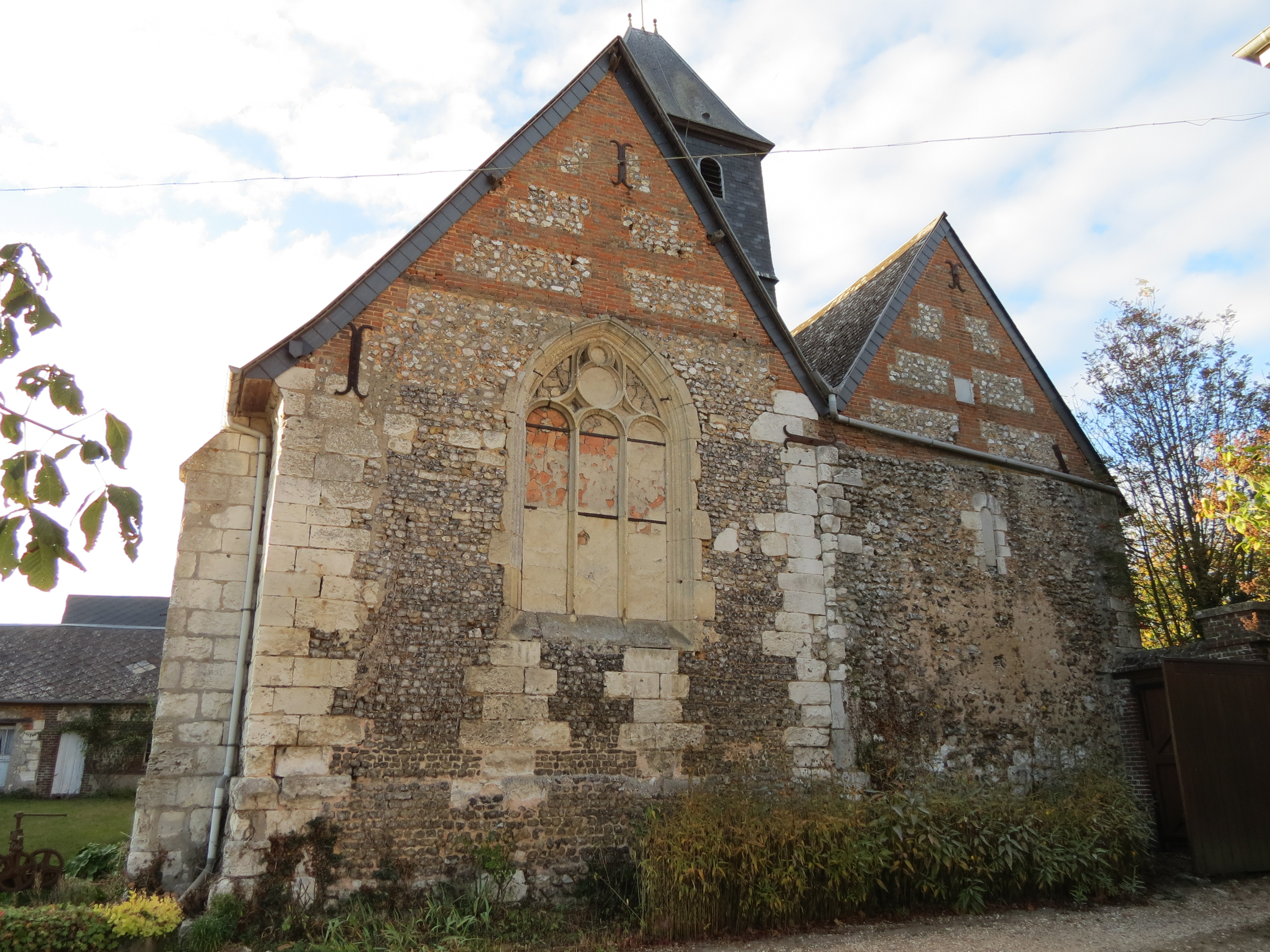
Chevet de l'église.
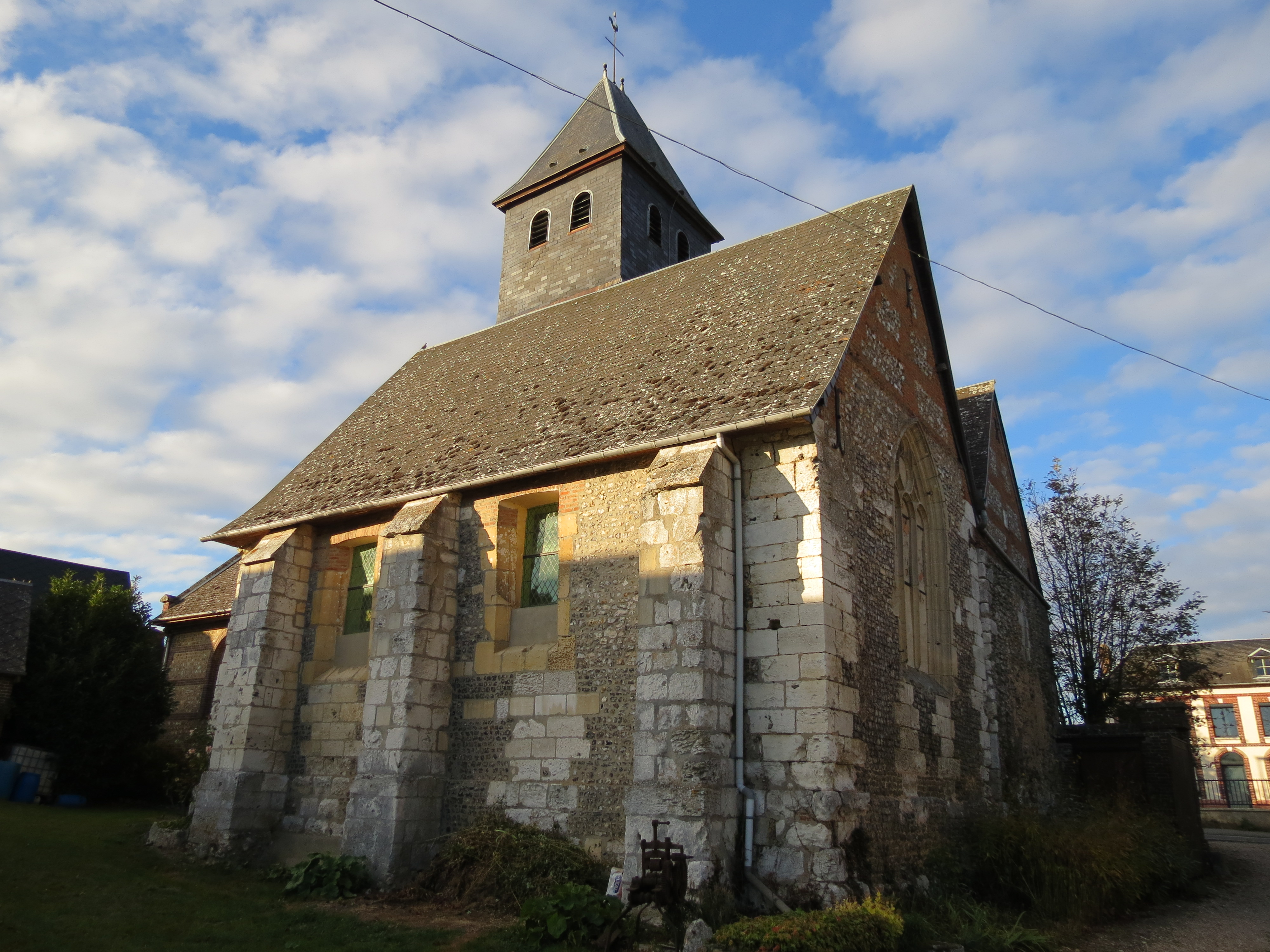
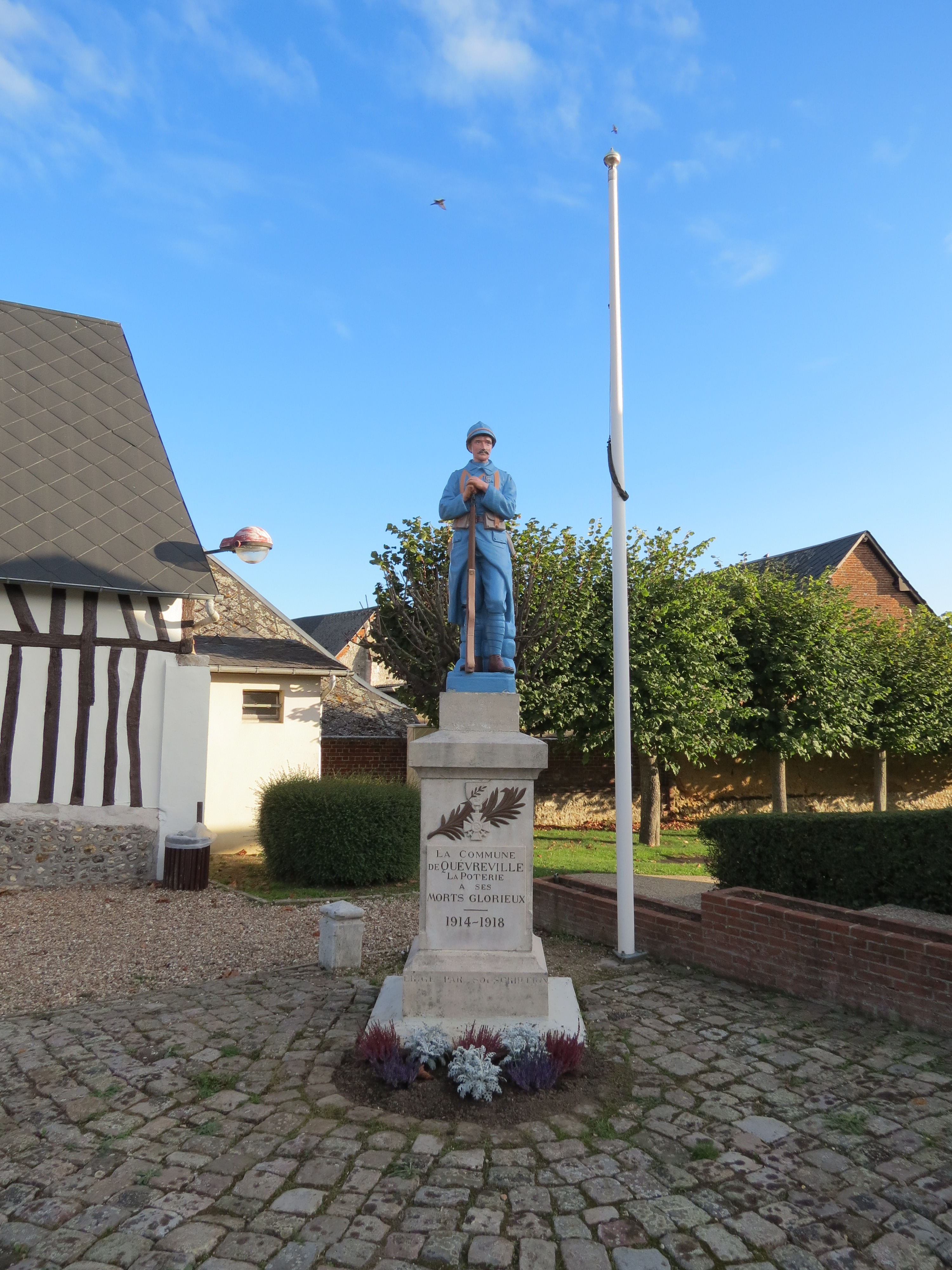
Monument aux morts.

### Personnalités liées à la commune
Quévreville-la-Poterie a été visitée par Eudes Rigaud en 1249 et 1251 et par Charles le Bel en 1322.[réf. nécessaire]
- Eugène Sevaistre (1817-1897), photographe français, décédé sur la commune.

### Héraldique
| Armes de Quévreville-la-Poterie | Les armes de la commune de Quévreville-la-Poterie se blasonnent ainsi : Coupé : au 1) de sinople aux trois chèvres couchées d’argent, la 1re contournée à dextre, la 2e brochant sur le 1er au centre en pointe et la 3e plus petite en chef à senestre, au 2) de gueules au pot à col au naturel. |